# Gambyapur, Kalghatgi
Gambyapur là một làng thuộc tehsil Kalghatgi, huyện Dharwad, bang Karnataka, Ấn Độ.